# 高橋耕陽
高橋 耕陽（たかはし こうよう、1994年6月16日 - ）は、日本のバスケットボール選手。

## 来歴
北海道旭川市出身。旭川市立北門中学校、札幌日本大学高等学校、日本大学を卒業後は滋賀レイクスターズ、シーホース三河、サンロッカーズ渋谷を経て、2022年オフよりレバンガ北海道に所属。
2023年6月、富山グラウジーズに移籍。
2025年8月、香川ファイブアローズに移籍。